# Sent Roman (Charente)
Sent Roman (en francès Saint-Romain) és un municipi francès situat al departament del Charente i a la regió de la Nova Aquitània. L'any 2007 tenia 538 habitants.

## Demografia

### Població
El 2007 la població de fet de Saint-Romain era de 538 persones. Hi havia 224 famílies de les quals 56 eren unipersonals (24 homes vivint sols i 32 dones vivint soles), 88 parelles sense fills, 72 parelles amb fills i 8 famílies monoparentals amb fills.
La població ha evolucionat segons el següent gràfic:
Habitants censats

### Habitatges
El 2007 hi havia 301 habitatges, 228 eren l'habitatge principal de la família, 60 eren segones residències i 13 estaven desocupats. 298 eren cases i 2 eren apartaments. Dels 228 habitatges principals, 173 estaven ocupats pels seus propietaris, 52 estaven llogats i ocupats pels llogaters i 3 estaven cedits a títol gratuït; 1 tenia una cambra, 4 en tenien dues, 32 en tenien tres, 75 en tenien quatre i 116 en tenien cinc o més. 202 habitatges disposaven pel capbaix d'una plaça de pàrquing. A 107 habitatges hi havia un automòbil i a 100 n'hi havia dos o més.

### Piràmide de població
La piràmide de població per edats i sexe el 2009 era:
| Homes | Edats   | Dones |
| ----- | ------- | ----- |
| 0     | 95 o +  | 4     |
| 4     | 90 a 94 | 4     |
| 0     | 85 a 89 | 4     |
| 8     | 80 a 84 | 4     |
| 20    | 75 a 79 | 24    |
| 20    | 70 a 74 | 16    |
| 12    | 65 a 69 | 24    |
| 20    | 60 a 64 | 16    |
| 20    | 55 a 59 | 16    |
| 16    | 50 a 54 | 20    |
| 12    | 45 a 49 | 20    |
| 12    | 40 a 44 | 20    |
| 8     | 35 a 39 | 0     |
| 28    | 30 a 34 | 20    |
| 12    | 25 a 29 | 12    |
| 16    | 20 a 24 | 8     |
| 16    | 15 a 19 | 20    |
| 12    | 10 a 14 | 8     |
| 8     | 5 a 9   | 12    |
| 8     | 0 a 4   | 0     |

## Economia
El 2007 la població en edat de treballar era de 322 persones, 218 eren actives i 104 eren inactives. De les 218 persones actives 199 estaven ocupades (109 homes i 90 dones) i 20 estaven aturades (9 homes i 11 dones). De les 104 persones inactives 48 estaven jubilades, 22 estaven estudiant i 34 estaven classificades com a «altres inactius».

### Ingressos
El 2009 a Saint-Romain hi havia 200 unitats fiscals que integraven 455 persones, la mediana anual d'ingressos fiscals per persona era de 14.697 €.

### Activitats econòmiques
Dels 29 establiments que hi havia el 2007, 8 eren d'empreses de construcció, 7 d'empreses de comerç i reparació d'automòbils, 1 d'una empresa de transport, 2 d'empreses d'hostatgeria i restauració, 1 d'una empresa financera, 2 d'empreses immobiliàries, 5 d'empreses de serveis, 2 d'entitats de l'administració pública i 1 d'una empresa classificada com a «altres activitats de serveis».
Dels 11 establiments de servei als particulars que hi havia el 2009, 2 eren tallers de reparació d'automòbils i de material agrícola, 4 paletes, 3 fusteries, 1 lampisteria i 1 restaurant.
Dels 2 establiments comercials que hi havia el 2009, 1 era una botiga de menys de 120 m² i 1 una carnisseria.
L'any 2000 a Saint-Romain hi havia 26 explotacions agrícoles que ocupaven un total de 1.232 hectàrees.

## Equipaments sanitaris i escolars
El 2009 hi havia una escola elemental.

## Poblacions més properes
El següent diagrama mostra les poblacions més properes.